# نادي السكك الرياضي
نادي السكك الرياضي هو فريق كرة قدم عراقي مقره في بغداد، يلعب في الدوري العراقي الدرجة الثانية.

## أنظر أيضا
الدوري العراقي الدرجة الثانية 2021–22

## روابط خارجية
- أندية العراق - تواريخ التأسيس